# Чакрас-де-Пайсанду
Чакрас-де-Пайсанду (исп. Chacras de Paysandú) — населённый пункт в западной части Уругвая, в департаменте Пайсанду. Представляет собой восточное и юго-восточное продолжение административного центра департамента, города Пайсанду.

## Население
Население по данным на 2011 год составляет 3965 человек.
| Год  | Население |
| ---- | --------- |
| 1975 | 3013      |
| 1985 | 3650      |
| 1996 | 3957      |
| 2004 | 5082      |
| 2011 | 3965      |

Источник: Instituto Nacional de Estadística de Uruguay